# Erich Keyser
Erich Keyser (* 12. Oktober 1893 in Danzig; † 21. Februar 1968 in Marburg an der Lahn) war ein deutscher Historiker. Keyser gehört zu den bedeutendsten Historiographen der Stadt Danzig.

## Leben und Wirken
Der Schwerpunkt von Keysers Interesse, nämlich die Geschichte Danzigs und des Weichsellandes, zeigte sich bereits in der an der Universität Halle (Saale) 1918 vorgelegten Dissertation Der bürgerliche Grundbesitz der Rechtsstadt Danzig im 14. Jahrhundert, mit der er promoviert wurde. Ab 1920 arbeitete er im Danziger Staatsarchiv. 1927 wurde ihm die Leitung des Staatlichen Landesmuseums für Danziger Geschichte anvertraut, das 1939 zum Gaumuseum für westpreußische Geschichte erweitert wurde. Ab 1931 lehrte er an der Technischen Hochschule in Danzig als Professor für mittelalterliche Geschichte, historische Hilfswissenschaften und Deutsche Landesgeschichte. Seit der Weimarer Republik, vor allem aber in der Zeit des Nationalsozialismus war er als Volkstumspolitiker engagiert. Bis in die Gegenwart bekannt geblieben ist er als Autor von Monografien zur deutschen Stadtgeschichte, deren erste – Danzigs Geschichte – 1921 erschien und als Deutsches Städtebuch bis in die Gegenwart fortgeführt wird.
Keyser gehörte 1923 zu den Begründern der Historischen Kommission für ost- und westpreußische Landesforschung. Sein 1926 herausgegebener Aufsatzband Der Kampf um die Weichsel zeigt ihn im Rahmen der Ostforschung in seinem Selbstverständnis als politischen Historiker, der sich im Volkstumskampf nach dem Ersten Weltkrieg dafür einsetzte, den Friedensvertrag von Versailles mit den in ihm bestimmten Grenzverlauf im Osten zu revidieren. Nach der „Machtergreifung“ der Nationalsozialisten trat Keyser zum 1. Mai 1933 der NSDAP bei (Mitgliedsnummer 2.841.376). Seine Bücher über die Entwicklung über Danzig, Westpreussen und das Weichselland mutierten nach dem siegreichen Krieg über Polen neben den Werken anderer Autoren teilweise zur Rechtfertigung der gewaltsame Durchsetzung deutscher Herrschaft über polnisches Territorium und dessen Bevölkerung. In seiner Bevölkerungsgeschichte Deutschlands von 1938 (dritte Auflage 1943) bekannte er sich ausdrücklich zu einer „ausgesprochen völkisch eingestellten Geschichtsauffassung“. Sein Antisemitismus wurde schon im Vorwort deutlich, wo er sich über den Krieg äußerte, der „unter dem Einfluß jüdischer Hetze von England und Frankreich gegen das deutsche Volk“ angezettelt und „gemeinsam mit dem Bolschewismus fortgesetzt worden“ sei. Im weiteren Text konstatierte er: „Die Ereignisse des Jahres 1938 haben die Entjudung des deutschen Volksraumes erfolgreich eingeleitet“.
Nach dem Zweiten Weltkrieg wurden Keysers Schriften Danzigs Vergangenheit (NSDAP, Gauleitung Danzig-Westpreußen, Danzig 1940), Geschichte des deutschen Weichsellandes (Hirzel, Leipzig 1940) und Bevölkerungsgeschichte Deutschlands (Hirzel, Leipzig 1943) in der Sowjetischen Besatzungszone auf die Liste der auszusondernden Literatur gesetzt. In der Deutschen Demokratischen Republik folgten auf diese Liste noch Preußenland (Kafemann, Danzig 1929) und Das Werk der Deutschen an der Weichsel (Danziger Verlagsgesellschaft, Danzig 1940).
Keyser lehrte in der Nachkriegszeit in Marburg und leitete von 1950 bis 1965 die Historische Kommission für ost- und westpreußische Landesforschung. Ebenfalls 1950 beteiligte er sich an der Gründung des Herder-Forschungsrates und des J. G. Herder-Instituts, das er bis 1959 leitete. Ab 1952 war er Mitherausgeber der Zeitschrift für Ostforschung. Keyser verstarb 1968 und damit unmittelbar nach der Fertigstellung seines Manuskriptes zur Baugeschichte der Stadt Danzig. Die Darstellung ist entsprechend der Epochen der äußeren Danziger Geschichte in vier große Abschnitte unterteilt: Pommerellische, Ordens-, Hanse- und preußische Zeit. Die Zeit nach 1945 wurde von ihm ausgespart. Die Bauwerke, die ihm als entscheidende „urkundliche Zeugnisse für die Entwicklung der Stadt Danzig“ galten, waren vernichtet.
Michael Burleigh (1988) sieht in der von Keyser 1952 gegebenen Begründung für die vom Herder-Institut zu betreibende „neue deutsche Ostforschung“ den alten völkischen Chauvinismus in der Anlehnung an neues europäisches Gemeinschaftsvokabular hindurchscheinen, wenn Keyser über das den Osteuropäern seit 700 Jahren vermittelte Christentum, deren kulturelle Anhebung, ihre politische Ordnung und wirtschaftliche Entwicklung schreibe.

## Ehrungen
- Westpreußischer Kulturpreis (1961)

## Schriften (Auswahl)
Ein Schriftenverzeichnis erschien in: Ernst Bahr (Hrsg.): Studien zur Geschichte des Preußenlandes. Festschrift für Erich Keyser zu seinem 70. Geburtstag. Marburg 1963, S. 505–517.
- Die Baugeschichte der Stadt Danzig (= Ostmitteleuropa in Vergangenheit und Gegenwart. Band 14). Herausgegeben von Ernst Bahr. Böhlau, Köln 1972.
- (Hrsg.): Bibliographie zur Städtegeschichte Deutschlands. Böhlau, Köln 1969.
- Deutsches Städtebuch. Handbuch städtischer Geschichte. Band 1: Nordostdeutschland, Kohlhammer, Stuttgart/Berlin 1939, Band 2: Mitteldeutschland, Kohlhammer, Stuttgart/Berlin 1941 (In vier Bänden, die in elf regionalen Teilbänden erschienen sind. Die übrigen Bände erschienen in der Bundesrepublik, DNB 540516651).[11]
- Geschichte des deutschen Weichsellandes. Hirzel, Leipzig 1939.
- Bevölkerungsgeschichte Deutschlands. 3., umgearbeitete und vermehrte Auflage. Hirzel, Leipzig 1943 (zuerst 1938).
- Die Geschichtswissenschaft. Aufbau und Aufgaben. Oldenbourg, München/Berlin 1931.